# Frankie Vaughan
Frankie Vaughan, CBE (* 3. Februar 1928 als Frank Abelson in Liverpool, England; † 17. Mai 1999 in High Wycombe, Buckinghamshire) war ein britischer Popsänger. In seinem Heimatland war er vor allem mit Coverversionen US-amerikanischer Hits erfolgreich; von 1953 bis 1968 erreichten elf seiner Singles die Top 10 der britischen Charts. Mit den Titeln Garden of Eden (1957) und Tower of Strength (1961) hatte er zwei Nummer-eins-Hits. Er war in Großbritannien einer der populärsten Entertainer der 1950er Jahre.

## Von Liverpool auf die Londoner Bühne
Frank Abelson wurde als Sohn russisch-jüdischer Emigranten in Liverpool geboren. Sein Vater war Tapezierer, seine Mutter Näherin. Der junge Frank sang im Chor der Synagoge in der Princes Road. Während des Zweiten Weltkriegs wurde die Familie nach Lancaster evakuiert. Frank wurde Mitglied des Lancaster Lads Club, einem Verein des National Association of Boys’ Clubs („Nationaler Verband der Jungenklubs“). Hier trainierte er dafür, Boxer zu werden. Mit 14 erhielt er jedoch ein Stipendium für das Lancaster College of Art, eine weiterführende Schule für die schönen Künste. Hier sang er im Tanzorchester. Nachdem er kurzzeitig dem Royal Army Medical Corps gedient hatte (wo er die meiste Zeit mit Boxen verbrachte), wollte er Kunstlehrer werden und ging zurück aufs Art College, diesmal in Leeds, wohin seine Familie aus beruflichen Gründen umgezogen war. Bei einer Revue wurde er hier vom BBC-Produzenten Barney Colehan entdeckt.
Er ging nach London, wo er 1949 seine Theaterkarriere mit Gesang und Tanz in Varieté-Shows begann. Seine erste professionelle Rolle spielte er im Kingston Empire; hier fiel er dem Music-Hall-Star Hetty King auf, der zu seinem Berater wurde. Er wurde bekannt dafür, dass er sich extravagant kleidete, mit Zylinder, Fliege, Frack und einem Spazierstock.

## Interpret populärer Hits
Nachdem er Anfang der 1950er Jahre mit dem Nat Temple Orchester zusammengearbeitet hatte, begann er 1953, eigene Schallplatten aufzunehmen, die in Großbritannien recht erfolgreich wurden. Von 1954 bis 1968 war er – außer 1966 – in jedem Jahr mit mindestens einem Titel (insgesamt 31) in den britischen Singles-Charts vertreten. Sein Markenzeichen wurde allerdings ein Titel, den er nicht in den Hitparaden platzierte: Give Me the Moonlight, Give Me the Girl, ein Lied von Albert von Tilzer und Lew Brown aus dem Jahre 1918, das er 1955 auf den Markt brachte. Nach diesem Song, den er meist als Finale seiner Bühnenshow zum Besten gab, wurde er auch als Mr. Moonlight bezeichnet.
Ein Großteil seiner erfolgreichen Lieder waren Coverversionen von Hits aus den Vereinigten Staaten, von denen einige gleichzeitig auch mit ihren Originalinterpreten in die britischen Charts kamen, darunter Perry Comos Kewpie Doll, Jimmie Rodgers’ Kisses Sweeter Than Wine, Boyd Bennetts Seventeen, Jim Lowes The Green Door (25 Jahre später ein Nummer-eins-Hit für Shakin’ Stevens), Édith Piafs Milord und Come Softly to Me von den Fleetwoods, das er gemeinsam mit den Kaye Sisters interpretierte.

### Nummer-eins-Hits mit Abstand
Sein erster Nummer-eins-Hit war auch der erste Charttopper eines Künstlers aus Liverpool. Das Lied Garden of Eden hatte in den USA Joe Valino populär gemacht, der damit seinen einzigen Hit hatte. In Großbritannien rivalisierten drei weitere Künstler mit ihren Coverversionen um die Gunst des Schallplattenkäufers: Neben Valino und Vaughan waren das Gary Miller und Dick James. Der Song war nicht unumstritten; er enthielt die Zeile „a voice in the Garden tells you she is forbidden“ („eine Stimme im Paradies sagt dir, sie ist verboten“), die damals in konservativen Kreisen reichte, Garden of Eden auf den Index setzen zu wollen. Vaughans Version des von Denise Norwood geschriebenen Liedes erreichte am 25. Januar 1957 die Spitze der UK Top 40. Im Mai des Jahres trat er im Liverpool Empire auf; er ging auf Tournee in den Vereinigten Staaten und wurde zur „Showbusiness Personality“ des Jahres ernannt.
Seinen zweiten Nummer-eins-Hit feierte Vaughan viereinhalb Jahre später mit der meistverkauften Single zum Weihnachtsfest 1961 in Großbritannien: Tower of Strength war in den USA ein Nummer-fünf-Hit für Gene McDaniels gewesen. In Großbritannien wurde es im Dezember 1961 zum einzigen Nummer-eins-Hit von Burt Bacharach, den er nicht gemeinsam mit Hal David geschrieben hatte; Tower of Strength war eine Kooperation Bacharachs mit Bob Hilliard. Für Vaughan bedeutete der Erfolg dieser Aufnahme, wie sein erster Nummer-eins-Hit eine Johnny-Franz-Produktion, ein kleines Comeback – seine Karriere war ein wenig auf dem absteigenden Ast gewesen, sein letzter Hit Milord war ein Jahr zuvor nur bis auf Platz 34 gekommen, sein letzter Top-Ten-Hit lag mehr als zwei Jahre zurück. Doch nach dem Aufkommen der Beatmusik ließ seine Karriere weiter nach. Immerhin konnte er aber noch 1967 mit There Must Be a Way einen Top-10-Hit verbuchen.
Obwohl er in Großbritannien ein großer Star war, konnte Vaughan in den Charts der Vereinigten Staaten nie Fuß fassen; sein einziger Hit dort war das Lied Judy, das 1958 bis auf Platz 22 der Hot 100 klettert. In der Revue-Szene auf den Bühnen von New York City und Las Vegas war er jedoch recht erfolgreich.

## Erfolge auf der Leinwand
Seinen ersten Filmauftritt hatte Vaughan 1956 in John Baxters Westernkomödie Ramsbottom Rides Again (mit Comedian Arthur Askew), es folgten noch im selben Jahr der Abenteuerfilm Faustrecht in Kenia (Escape in the Sun) und 1957 seine erste Hauptrolle als Sänger Dave Wyman in These Dangerous Years, dem Film, in dem David McCallum sein Leinwanddebüt gab. 1960 ging Vaughan in die USA, wo er mit Marilyn Monroe, Yves Montand und Tony Randall unter George Cukors Regie die Filmkomödie Machen wir’s in Liebe (Let’s Make Love) drehte. Um bei seiner Familie in England bleiben zu können, entschied er sich aber dagegen, eine mögliche Karriere in Hollywood zu forcieren.

## Engagement für Jugendliche
Während der 1960er machte er auch durch sein Engagement für Projekte im sozialen Brennpunkt Easterhouse von sich reden. Easterhouse ist ein damals eintöniger Stadtteil von Glasgow, der in den 1950ern und Anfang der 1960er als reines Wohnviertel mit gleich aussehenden Häusern gebaut wurde, ohne jede Einplanung von Geschäften, Freizeit- oder Sportangeboten und mit schlechter Anbindung an den ÖPNV. In dieser zusammengewürfelten Gemeinschaft entstanden, begünstigt durch hohe Arbeitslosigkeit, in den 1960ern Jugendbanden; Vaughan kümmerte sich mit anderen Prominenten darum, neue Investitionen und damit wieder Ordnung in den Stadtteil zu bringen und half beim Errichten eines Jugendheims. Er setzte sich aber auch für andere Projekte der Jugendarbeit ein und spendete einen Teil der Erlöse seines Hits The Green Door an die National Association of Boys’ Clubs.

## Nach den großen Erfolgen
Auch in den 1970er Jahren war Vaughan in seinem Heimatland mit Konzerten und Cabaret-Auftritten präsent. 1985 übernahm er überraschend James Laurensons Rolle im Musical 42nd Street im Londoner Drury-Lane-Theater. Nach einem Jahr jedoch erlitt er eine fast tödlich verlaufene Bauchfellentzündung und musste die Rolle wieder abgeben. Frankie Vaughan starb 1999 an Herzversagen.

## Ehrungen
1965 wurde Vaughan von Königin Elisabeth II. mit einem OBE, 1997 mit einem CBE ausgezeichnet. Seit 1993 war er ein Deputy Lord Lieutenant des County Buckinghamshire.
Vaughans Name ist im Londoner Dialekt Cockney Rhyming Slang verewigt worden. Hier wird sein Name als Reimsynonym für porn (Porno) verwendet, so in der Wendung „Watching a Frankie tonight?“ („Heute Abend ’n Porno gucken?“)

## Privates
Seit 1951 war Vaughan mit Stella Shock verheiratet; die beiden haben drei Kinder. Während der Dreharbeiten zu Machen wir’s in Liebe gab es Gerüchte in der Boulevardpresse, er habe eine Affäre mit Marilyn Monroe; diese Gerüchte wurden nie bestätigt und bleiben zweifelhaft.
Seinen Künstlernamen hat Vaughan der Legende nach seiner russischen Großmutter zu verdanken, die kein gutes Englisch sprach. Als er ihr erzählte, er wolle Sänger werden, soll sie gesagt haben: „You vill be the best von (eigentlich: one, mit Akzent gesprochen wie der Name Vaughan) there ever was“ („Du wirst der beste sein, den es je gab.“)

## Filmografie (Auswahl)
- 1956: Ramsbottom Rides Again
- 1960: Machen wir’s in Liebe (Let's Make Love)
- 1961: The Right Approach